# Niezamysł
Niezamysł – staropolskie imię męskie, złożone z trzech członów: nie- (negacja),-za- i -mysł ("myśleć"). Mogło powstać przez negację imienia z członem Myśli- lub -mysł (np. Myślidar, Bolemysł, Uniemysł) albo zostać utworzone bezpośrednio z czasownika i stanowić raczej przezwisko.
Niezamysł imieniny obchodzi 8 sierpnia.